# Шан Цзюньчэн
Шан Цзюньчэн (кит. упр. 商竣程, пиньинь Shāng Jùnchéng; род. 2 февраля 2005, Пекин) — китайский теннисист. Победитель одного турнира ATP в одиночном разряде.

## Спортивная карьера
В настоящее время Шан тренируется и живет в академии IMG в Брадентоне, штат Флорида. Его тренирует Мартин Алунд.
Шан — сын бывшего футболиста сборной Чжан И и чемпионки мира по настольному теннису Ву На.
В 2019 году Шан стал первым игроком 2005 года рождения, выигравшим турнир на юниорском турнире ITF.
В 2022 году Шан дебютировал в профессиональном туре, получив уайлд-кард на участие в основной сетке турнира серии ATP Тур 500 на Открытом чемпионате Рио-де-Жанейро 2022 год. Потерпел поражение от Педро Мартинеса в первом же раунде. Ему был выдан уайлд-кард для участия в отборочном турнире в Индиан-Уэллсе, где в первом раунде он победил Франсиско Серундоло. Пройдя квалификацию в основную сетку, он стал первым китайцем, сыгравшим в Индиан-Уэллсе, и первым игроком из своей страны, прошедшим квалификацию на турнир ATP Masters 1000. Также получил уайлд-кард для участия в основной сетке Открытого чемпионата Майами 2022 года. Выиграл свой первый титул в Лексингтоне, США, став самым молодым китайским игроком, выигравшим трофей в истории серии «челленджер». 19 сентября 2022 года он вошел в топ-200.
В 2023 году китаец дебютировал на турнирах Большого шлема в квалификации Открытого чемпионата Австралии, обыграв Фабиана Марожана, 16-го сеяного Фернандо Вердаско и Жомбора Пироса. Шан победил Оскара Отте в первом раунде, став первым китайским теннисистом-мужчиной, выигравшим матч на Открытом чемпионате Австралии в открытую эру. Во втором раунде проиграл Фрэнсису Тиафо. На Открытом чемпионате Франции он прошел квалификацию на свой второй турнир Большого шлема подряд, победив Пабло Куэваса, Марожана и Ренсо Оливо.
17 июля 2023 года вошёл в топ-150 теннисистов.
В 2024 году, получив уайлд-кард на теннисный турнир ATP в Гонконге, он впервые вышел в полуфинал ATP, одержав победы над седьмым сеяным Ласло Дьере, а затем Ботиком ван де Зандсхюльпом, и третьим сеяным Фрэнсисом Тиафо. В полуфинале он проиграл Андрею Рублеву в трехсетовом матче.
Получил wildcard на Открытый чемпионат Австралии, где в первом кргуе победил Маккензи Макдональда, а во втором Сумита Нагала. В своем следующем матче против второй ракетки мира Карлоса Алькараса он уступил в трёх сетах. 20 мая 2024 года он вошёл в топ-100.
На Открытом чемпионате Атланты 2024 года Шан вышел в свой второй полуфинал ATP в карьере, победив двух американцев, получивших уайлд-кард Андреса Мартина и первого сеяного Бена Шелтона, а затем восьмого сеяного Макса Пёрселла.
В сентябре 2024 года стал победителем на турнире ATP 250 Открытый чемпионат Чэнду (Китай), в финале победив итальянца Лоренцо Музетти со счётом 7-6(4), 6-1.

## Рейтинг на конец года
| Год  | Одиночный рейтинг | Парный рейтинг |
| 2023 | 183               |                |
| 2022 | 192               |                |
| 2021 | 666               |                |

## Выступления на турнирах

### Финалы турнировATPв одиночном разряде (1)

#### Победа (1)
| Легенда                     |
| --------------------------- |
| Турниры Большого шлема (0)* |
| Итоговый турнир ATP (0)     |
| Мастерс (0)                 |
| АТР 500 (0)                 |
| АТР 250 (1)                 |

| Титулы по покрытиям | Титулы по месту проведения матчей турнира |
| ------------------- | ----------------------------------------- |
| Хард (1)*           | Зал (0)                                   |
| Грунт (0)           | Зал (0)                                   |
| Трава (0)           | Открытый воздух (1)                       |
| Ковёр (0)           | Открытый воздух (1)                       |

* количество побед в одиночном разряде.
| №  | Дата             | Турнир       | Покрытие | Соперник в финале | Счёт       |
| 1. | 24 сентября 2024 | Чэнду, Китай | Хард     | Лоренцо Музетти   | 7-6(4) 6-1 |